# چارلی بل
چارلی بل (انگلیسی: Charlie Bell; ۱۸ مهٔ ۱۸۹۴ – ۵ ژوئن ۱۹۳۹") ورزشکار فوتبال اهل بریتانیا بود.
از باشگاه‌هایی که در آن بازی کرده‌است می‌توان به باشگاه فوتبال آرسنال، باشگاه فوتبال بارو، باشگاه فوتبال چسترفیلد، و باشگاه فوتبال کویینز پارک رنجرز اشاره کرد.